# Riofrío (Spagna)
Riofrío è un comune spagnolo di 312 abitanti situato nella comunità autonoma di Castiglia e León.